# Клерк, Агнес Мэри
Агнес Мэри Клерк (англ. Agnes Mary Clerke, 10 февраля 1842 — 20 января 1907) — ирландская писательница, популяризатор астрономии.

## Биография
Агнес Мэри родилась в Скриббене (Ирландия) в 1842 г. родилась в семье банковского служащего Джона Уильяма Кларка и Кэтрин Мэри, урождённой Дизи. У неё была старшая сестра Эллен Мари и младший брат Обри.
Отец закончил Тринити-колледж в Дублине и на всю жизнь сохранил интерес к наукам, а мать обладала музыкальным талантом. Поэтому дочери получили хорошее домашнее образование в отличие от других женщин их поколения. Агнес больше всего влекло к астрономии и музыке. Под покровительством отца она прочитала большое число книг по астрономии. Впоследствии её брат Обри благодаря своим успехам в математике и физике познакомил Агнес с более сложными предметами.
Когда Агнес исполнилось 19 лет, семья переехала из Скриббена в Дублин (1861 г.), затем в Куинстаун (1863 г.). Ещё через несколько лет сёстры Кларк из-за слабого здоровья Агнес поехали в Италию и прожили там 10 лет, в основном, во Флоренции, продолжая обучение. В 1877 г. семья воссоединилась и поселилась в Лондоне. В этом же году в возрасте 35 лет Агнес начала свою карьеру профессиональной писательницы, когда анонимно опубликовала свою первую статью в Edinburgh Review. Она стала известной после того, как под своим именем опубликовала биографии Галилео Галилея, Пьера-Симона Лапласа в Британской энциклопедии. Она регулярно публиковалась в таких изданиях как Nature, The Observatory, Knowledge.
В Лондоне Агнес Мари познакомилась с Джозефом Локьером и американским астрономом Эдвардом Холденом. При их поддержке она занялась историей «Новой астрономии» (астрофизики). Результатом стала книга, принёсшая Агнес наибольшую известность: A Popular History of Astronomy during the Nineteenth Century (1885 г.), которая была полезна как профессиональным астрономам, так и более широкой аудитории. Книга выдержала 4 издания ещё при жизни Агнес. Благодаря успеху книги Агнес приобрела знакомства с известными астрономами: c Уильямом Хаггинсом, Маргарет Хаггинс, Дэвидом Гиллом.
В 1888 г. Агнес провела 3 месяца в Королевской обсерватории в Южной Африке (Royal Observatory, Cape of Good Hope) в качестве гостьи у Дэвида Гилла. Там она в единственный раз за всю карьеру получила возможность принять участие в астрономических наблюдениях. В результате она написала свой второй главный труд The System of the Stars (1890 г.), в котором она защищала точку зрения, что галактика «Млечный путь» является единственным крупным образованием во Вселенной. Это ошибочное представление о природе галактик было убедительно опровергнуто только через несколько десятилетий после смерти писательницы.
В третьей большой работе, Problems in Astrophysics (1903 г.), Агнес пыталась описать нерешённые вопросы астрономии, особенно в спектроскопии звёзд, и возможные способы их решения. Несмотря на то, что современники хорошо приняли эту книгу, Агнес подверглась и критике: журнал Nature вменял ей отсутствие практических работ в астрономии.

## Признание и память
В 1893 г. Королевский институт Великобритании вручил Агнес Актоновский приз в 100 гиней. Она была членом Британского астрономической ассоциации и регулярно посещала её заседания. В 1903 г. её избрали почётным членом Королевского астрономического общества.
В честь Агнес Кларк назван лунный кратер.
Об Агнес Кларк астроном Мэри Брук в 2002 г. написала книгу Agnes Mary Clerke and the Rise of Astrophysics.